# Willy González
Willy González Bousellet (* 24. Dezember 1956 in Ovalle; † 26. Juni 1984 in Santiago) war ein chilenischer Fußballspieler. Der Torwart wurde 1980 mit dem CD Cobreloa chilenischer Meister.

## Karriere
Willy González begann seine Karriere 1975 in seiner Heimatstadt bei Deportes Ovalle in der Segunda División. 1979 wurde der Torwart vom CD Cobreloa verpflichtet und gewann die Meisterschaft 1980. Nach einem Jahr bei Deportes Arica in der Segunda División wechselte González zu Regional Atacama, wo er in seinen zwei Jahren beim Wüstenklub gute Leistungen zeigte. 1984 wechselte der Torhüter zu Vizemeister CD O’Higgins, wo er unter Luis Santibáñez in der Copa Libertadores spielen sollte. Aufgrund seines frühen Todes kam es dazu aber nicht.

## Erfolge
Cobreloa
- Chilenischer Meister: 1980

## Tod
Durch eine defekte Gasleitung in seiner Wohnung in Rancagua erlitt González Verbrennungen von 90 % an seinem Körper und kam in ein Notfallkrankenhaus nach Santiago. Dort erlag er den schweren Verletzungen.